# Call of Duty (Computerspiel)
Call of Duty ist ein Ego-Shooter, der von Infinity Ward entwickelt und 2003 von Activision für Microsoft Windows veröffentlicht wurde. Es ist der erste Teil innerhalb der Call-of-Duty-Spieleserie. Das Spiel inszeniert Infanteriegefechte im Zweiten Weltkrieg aus Sicht amerikanischer, britischer und sowjetischer Soldaten. Von früheren Vertretern des Genres hob es sich ab, da der Spieler nicht nur als Einzelkämpfer, sondern innerhalb eines Squads aus computergesteuerten Kameraden seine Missionen absolvierte.
2004 erschien die durch Aspyr Media auf Mac OS X portierte Version. Im September 2004 erschien mit Call of Duty: United Offensive eine Erweiterung, die von Gray Matter Interactive und Pi Studios entwickelt und erneut von Activision veröffentlicht wurde. Zeitgleich wurde eine Version für Nokia N-Gage in Form eines Arena Packs veröffentlicht. Eine Portierung auf PlayStation 3 und Xbox 360 erschien unter dem Titel Call of Duty Classic im November 2009.

## Technik
Verwendet wird die Id Tech 3 Engine, welche jedoch stark verbessert wurde und größere Außenlandschaften und mehr Spielfiguren gleichzeitig darstellen kann. Den KI gesteuerten Kameraden wurden Gruppentaktiken und Reaktionen auf situative Veränderungen hinzugefügt. Auch die Gegner greifen meist im Verbund an und nutzen Deckungen. Das Spielgeschehen wird durch gescriptete Ereignisse ergänzt. Mit Patch 1.4 wurde PunkBuster für den Mehrspielermodus hinzugefügt.

## Spielprinzip
Der Spieler absolviert als Einzelspieler Gefechte mit Mitgliedern einer Kampftruppe, die vom Computer gesteuert werden. Dabei ist das Equipment auf Feuerwaffen und wenige Granaten begrenzt. Gewehre von gefallenen Soldaten können aufgesammelt werden. Zu den Missionen zählt das Einnehmen oder Verteidigen von Brücken, die Befreiung von Gefangenen und die Zerstörung von Kriegsgerät oder der Diebstahl von Dokumenten. Zudem existiert Mehrspieler-Modus, der bis zu 32 Spieler gleichzeitig erlaubt. Die Karten sind oft Abwandlungen der Einzelspieler-Missionen. Zu den Spielmodi gehören
- Deathmatch: jeder gegen jeden
- Team-Deathmatch: zwei Teams gegeneinander
- Suchen und Zerstören: in dem ein Team muss einen Auftrag erledigen, während das andere dieses verhindert, etwa das Legen und Zünden einer Bombe, ähnlich Counter-Strike
- Bergung: ein Team versucht, ein Objekt zu stehlen und zu seiner Basis zu bringen
- Hinter den feindlichen Linien: ein alliiertes Team tritt gegen eine Überzahl von Spielern des Achsenteams an und versucht möglichst lange zu überleben. Derjenige Spieler auf Seite der Achsenmächte, dem es gelingt, einen Alliierten zu erschießen, tauscht mit diesem die Rolle.

## Handlung
Das Spiel beginnt mit der Ausbildung des Private Martin zum Fallschirmjäger im US-amerikanischen Camp Toccoa. Danach kämpft dieser während der Operation Overlord  in der Normandie. Anschließend kämpft man als Sergeant Evans unter britischem Kommando und verteidigt man die Pegasusbrücke (Operation Tonga) und sabotiert das Schlachtschiff Tirpitz. Danach wechselt der Perspektive auf den sowjetischen Unterleutnant Alexei Ivanovich bei der Schlacht um Stalingrad. Das Spiel endet mit dem Hissen der roten Flagge auf dem Reichstagsgebäude. Dabei werden teils Szenen aus dem Kinofilm Duell – Enemy at the Gates oder der Fernsehserie Band of Brothers nachgespielt.

## Entwicklung
22 Entwickler entstammen dem Team, welches Medal of Honor: Allied Assault entwickelt hat. Der interne Codename während der Entwicklung lautete MoH Killer. Erklärtes Ziel war es das Vorbild zu übertreffen, ohne selbst eine Kopie zu sein. Das Drehbuch schrieb Michael Schiffer, der unter anderem für die Kinofilme Crimson Tide – In tiefster Gefahr und Projekt: Peacemaker verantwortlich war. Die Schusseffekte und Kettengeräusche wurden von historischem Equipment aufgenommen. Als Vorlage dienten auch Modellbausätze und Ausstellungsstücke in Museen. Als Berater wurde Dale Dye engagiert. Die Entwicklung betrug 18 Monate und fokussierte stark auf den Einzelspielermodus. Der Mehrspielermodus wurde vor allem auf Druck des Publishers integriert, der dem Studio ansonsten viel Freiraum ließ. Um Wegfindungsprobleme der computergesteuerten Soldaten zu umgehen, wurde bei deren Steckenbleiben als Notfallmaßnahme die Kollisionsabfrage abgeschaltet, um das Voranschreiten nicht zu blockieren. Große Soldatenmassen wurden mit festgelegten Pfaden realisiert. Für Playtests wurden auch gezielt unerfahrene Spieler eingesetzt, um die Zugänglichkeit zu prüfen.

## Rezeption
Das Spiel böte hervorragend inszenierte Zeitgeschichte. Eine die Missionen verbindende Hintergrundgeschichte fehle jedoch. Die Geräuschkulisse sorge für beklemmende und authentische Atmosphäre. Der Spielzeit sei insbesondere für Genre-Veteranen etwas kurz. Die Inszenierung sei dramatisch und sorge für ein intensives Erlebnis. Es sei bedrückend nah an der Realität des Krieges. Die letzte Mission sei hingegen eher schwach. Der Schauplatz sei jedoch durch vorherige Titel bereits sehr stark abgenutzt.
In der D-A-CH-Region wurden über 100.000 Einheiten verkauft, was der Verband der Unterhaltungssoftware Deutschland mit einem Gold-Award prämierte.

### Auszeichnungen
- 2004: Game Developers Choice Awards Excellence in Audio[14]
- 2004: Interactive Achievement Awards Game of the Year[15]
- 2004: BAFTA Game Award The Year’s Best Game[16]